# KSB
KSB SE & Co. KGaA er en tysk producent af pumper og armaturer og med hovedkvarter i Frankenthal, Pfalz. I 2022 havde KSB ca. 15.700 ansatte og en omsætning på 2,57 mia. euro.
Virksomhedens pumper er centrifugalpumper.
Johannes Klein fik et patent i 1871 på kedel-tilførselsapparater og etablerede "Frankenthaler Maschinen- & Armatur-Fabrik Klein, Schanzlin & Becker" sammen med Friedrich Schanzlin ogd Jakob Becker.